# Yoweri Museveni
Yoweri Tibuhaburwa Kaguta Museveni (sinh 15 tháng 9 năm 1944) là một chính trị gia Uganda đã làm Tổng thống Uganda kể từ 29 tháng 1 năm 1986.
Museveni đã tham gia vào cuộc nổi dậy lật đổ nhà lãnh đạo Uganda Idi Amin (1971-1979) và Milton Obote (1980-1985). Với ngoại lệ đáng chú ý của miền Bắc, Tổng thống Museveni đã mang lại sự ổn định tương đối và tăng trưởng kinh tế một đất nước đã trải qua nhiều thập kỷ của hoạt động nổi loạn và nội chiến. Nhiệm kỳ của ông cũng đã chứng kiến một trong những phản ứng quốc gia hiệu quả nhất để phòng chống HIV/AIDS ở châu Phi.
Vào giữa đến cuối thập niên 1990, Museveni được tiếp đón bởi phương Tây như là một phần của một thế hệ mới các nhà lãnh đạo châu Phi. Tuy nhiên, nhiệm kỳ tổng thống của ông đã bị ảnh hưởng, khi ông tham gia vào cuộc nội chiến tại nước Cộng hòa Dân chủ Congo và các cuộc xung đột khu vực Đại Hồ khác. Vụ nổi loạn ở phía bắc của quân đội kháng chiến của Thượng đế làm duy trì tình trạng khẩn cấp nhân đạo quyết liệt. Hạn chế về đa nguyên chính trị và 2005 trưng cầu dân ý và hiến pháp thay đổi tháo dỡ giới hạn về nhiệm tổng thống, cho phép mở rộng thời kỳ cầm quyền của ông, đã thu hút mối quan tâm gần đây của các nhà bình luận trong nước và cộng đồng quốc tế.
Vào ngày 16 tháng 1 năm 2021, ủy ban bầu cử của Uganda thông báo rằng Museveni đã thắng cử trong nhiệm kỳ thứ sáu với 58,6% số phiếu bầu.
Vào tháng 6 năm 2025, Yoweri Museveni tuyên bố ứng cử vào cuộc bầu cử tổng thống vào tháng 1 năm 2025.